# Izabela Fietkiewicz-Paszek
Izabela Fietkiewicz-Paszek (ur. 1972) – polska poetka i animatorka kultury.

## Życiorys
Absolwentka filologii germańskiej na Uniwersytecie Wrocławskim. Finalistka Orfeusza – Nagrody Poetyckiej im. K.I. Gałczyńskiego 2021 za tom Lipiec na Białorusi. W 2023 otrzymała nominację do tej nagrody za tom Koniec srebrnej nitki. Dwukrotnie nominowana w Ogólnopolskim Konkursie na Autorską Książkę Literacką w Świdnicy (2007 i 2010). Laureatka II nagrody VII Ogólnopolskiego Konkursu Literackiego „Złoty Środek Poezji” 2011 na najlepszy poetycki debiut roku 2010 za tom Portret niesymetryczny. Wiersze i recenzje publikowała m.in. w Akcencie, eleWatorze, we Frazie, w Migotaniach, przejaśnieniach, Toposie. Współpracowniczka kwartalnika eleWator. Współzałożycielka istniejącego w latach 2010–2022 Stowarzyszenia Promocji Sztuki „Łyżka Mleka” i współorganizatorka Ogólnopolskiego Festiwalu Poetyckiego im. Wandy Karczewskiej odbywającego się w Kaliszu w latach 2011–2019. Od 2021 prowadzi na kanale Miejskiej Biblioteki Publicznej im. Adama Asnyka w Kaliszu vlog Krótka piłka poświęcony promowaniu współczesnej poezji. Vlog był nominowany w konkursie Polskiej Izby Książki PIK-owy Laur 2023 w kategorii Najciekawsza prezentacja książki i promocja czytania w internecie. Trzykrotna laureatka Nagrody Prezydenta Miasta Kalisza w dziedzinie upowszechniania kultury (2011, 2016, 2023). Dwukrotna stypendystka Marszałka Województwa Wielkopolskiego w dziedzinie kultury (2017, 2022). Członkini Stowarzyszenia Pisarzy Polskich. Mieszka w Kaliszu.

## Książki
poezja:
- Portret niesymetryczny (Goddam Agencja Artystyczna, Piaseczno 2010)
- Próby wyjścia (Zaułek Wydawniczy Pomyłka, Szczecin 2011)
- Sonet. Spętanie (Zaułek Wydawniczy Pomyłka, Szczecin 2016) wspólnie z: Darek Foks, Teresa Rudowicz, Cezary Sikorski, Aleksandra Słowik
- Lipiec na Białorusi (Zaułek Wydawniczy Pomyłka, Szczecin 2020)
- Koniec srebrnej nitki (Zaułek Wydawniczy Pomyłka, Szczecin 2022)[13]

inne:
- wywiad z autorką jest częścią książki Beaty Patrycji Klary Rozmowy z piórami (Wydawnictwo Adam Marszałek, Toruń 2012)